# Typhlocirolana fontis
Typhlocirolana fontis là một loài chân đều trong họ Cirolanidae. Loài này được Gurney miêu tả khoa học năm 1908.